# Schule mit erweitertem Russischunterricht
Die Schule mit erweitertem Russischunterricht in der Deutschen Demokratischen Republik (DDR), auch Russischschule, Klasse mit erweitertem Russischunterricht, R-Schule, R-Klasse oder Sprachklasse genannt, war eine Polytechnische Oberschule (POS) oder Erweiterte Oberschule (EOS) mit besonderem Schwerpunkt im Russisch-Sprachunterricht. Sie zählte als Spezialschule zu den Einrichtungen der Begabtenförderung in der DDR.
An den R-Schulen wurde der gleiche Lehrplan wie an den Polytechnischen Oberschulen verwendet. In der Regel legten die Lehrer in diesen Klassen für die Leistungen in allen Fächern strengere Bewertungsmaßstäbe an, was Schülern den Übergang an die Erweiterten Oberschulen (zum Abitur) erleichterte. Wie hoch der Prozentsatz jener R-Schüler ausfiel, die einen EOS-Platz bekamen, war regional und historisch unterschiedlich. Während in den 1960er Jahren R-Klassen nicht selten geschlossen zur EOS übergeleitet wurden, konnten in den 1980er Jahren mit ihren geburtenstarken Schülerjahrgängen und begrenzten Studienplatzkontingenten deutlich weniger zur EOS.

## Geschichte
Russisch wurde seit dem Schuljahr 1949/50 als Sprache der osteuropäischen Führungsmacht Sowjetunion in allen DDR-Schulen ab dem 5. Schuljahr obligatorisch als erste Fremdsprache gelehrt, seit dem Studienjahr 1951/52 war Russischunterricht auch für die Studenten der Hoch- und Fachschulen sämtlicher Fachrichtungen obligatorisch. Im Schuljahr 1952/53 wurden an ersten Grundschulen (später Polytechnische Oberschulen genannt) Klassen mit „erweitertem“ Russischunterricht eingerichtet, um einem kleinen Teil von Schülern bereits vom 3. Schuljahr an einen besseren Zugang zu dieser Sprache zu verschaffen. Nach einigen Jahren gab es pro Stadt- oder Landkreis meist einen R-Klassen-Zug vom 3. bis zum 10. Schuljahr. Bei genügend Schülern mit entsprechenden Leistungen konnten auch komplette R-Klassen als Spezialklasse auf die Erweiterte Oberschule übergehen. Die R-Klassen waren staatlicherseits nicht als Elite-Klassen konzipiert, entwickelten sich aber dank der besonderen Aufmerksamkeit der zuständigen Schulräte und Direktoren meist in diese Richtung. Absicht war, dass ein Teil der Schüler später Russisch-Lehrer oder Dolmetscher werden bzw. ein Studium (meist naturwissenschaftliche oder technische Fachrichtungen) an einer sowjetischen Hochschule absolvieren sollte. Ein nicht geringer Teil der R-Schüler wählte allerdings keinen dieser Wege, sondern lernte einen anderen Beruf bzw. studierte ein anderes Fach.
In späteren Jahren gab es auch einige Russisch-Spezialschulen mit besonders intensivem Sprachunterricht.

## Zugang
Für den Zugang zu den Schulen waren gute Leistungen (Notendurchschnitt von 1,5 und gute Kopfnoten) zwingende Voraussetzung, was auch der Grund für das sehr hohe Niveau im Vergleich zu den Polytechnischen Schulen ohne Begabtenförderung war. Die Schüler wurden während des zweiten Schuljahres auf Vorschlag der jeweiligen Klassenlehrer und Schulleitungen im Gespräch mit den Eltern ausgewählt. Da bekannt war, dass die R-Klassen in allen Fächern von sehr guten Lehrern unterrichtet wurden und wenig Unterricht ausfiel, bemühten sich gerade Eltern, die über Hochschulbildung verfügten oder Hochschulbildung für erstrebenswert hielten (Ingenieure, Ärzte, Pädagogen, Theologen aber eben auch Handwerker usw.) um den Zugang für ihre Kinder. Bei ihrer Entscheidung konnte die Direktion die ihr vorliegenden Informationen über politische, gesellschaftliche oder kirchliche Aktivitäten der Eltern nach eigenem Ermessen berücksichtigen. Ob mehr Arbeiter- und Bauernkinder oder solche aus Intelligenzkreisen aufgenommen wurden, hing nicht zuletzt von der allgemeinen politischen Konstellation ab: Während es in den 1950/60er Jahren vor allem nach den Leistungen der Bewerber ging, mussten in der Honecker-Zeit ab etwa 1973 Arbeiter unbedingt berücksichtigt werden, was nicht bedeutete, dass Kinder von Ärzten oder Theologen grundsätzlich ausgeschlossen waren.

## Lehrinhalte

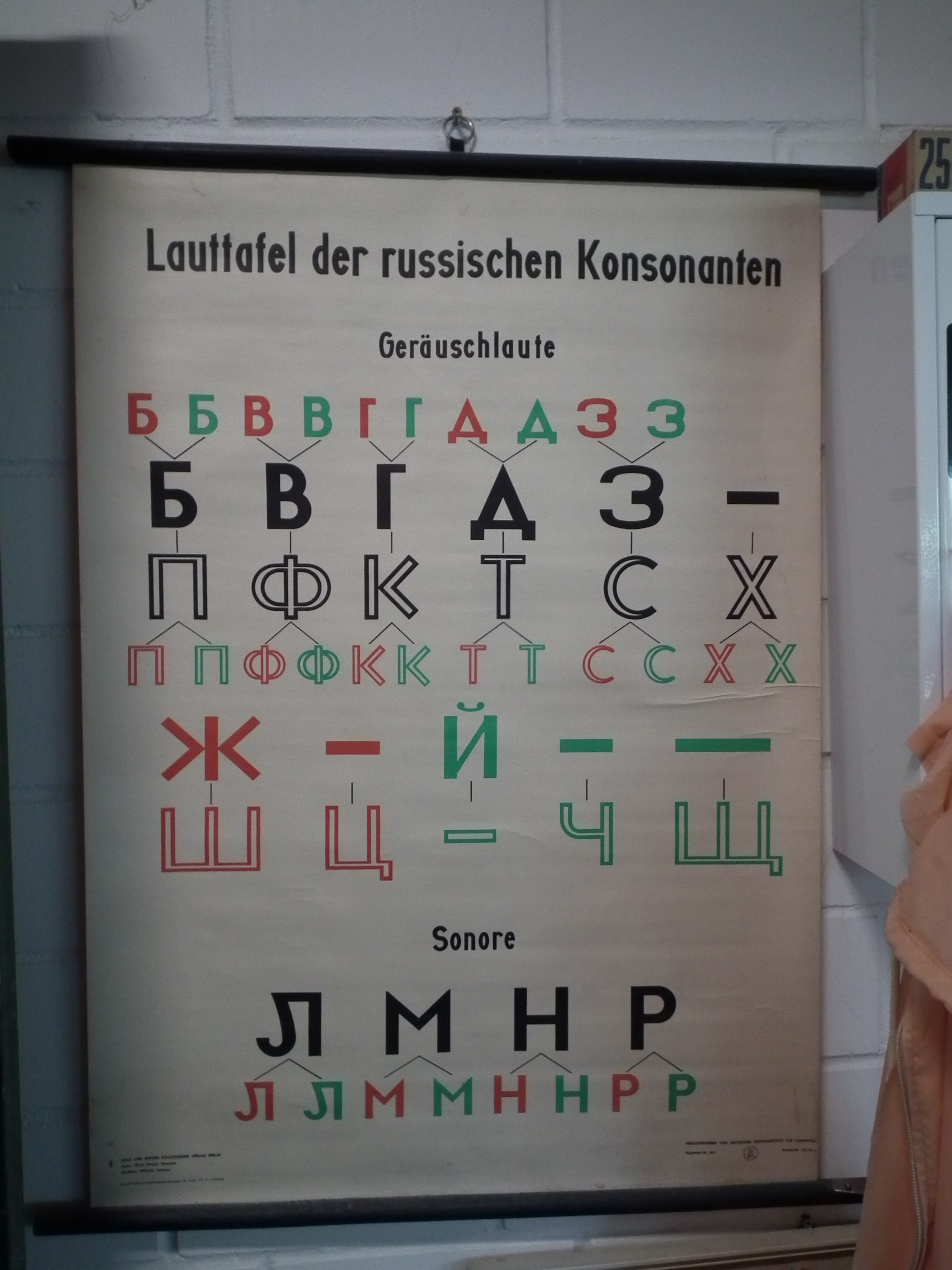
Lehrmittel für den Russischunterricht

Neben dem verstärkten (mehr Wochenstunden) Russischunterricht ab Klasse 3 war Englisch- bzw. Französischunterricht ab dem 7. Schuljahr obligatorisch. In Klasse 6 wurde das Fach Geographie, das sich in dieser Phase praktischerweise mit der Geographie der Sowjetunion beschäftigte, teilweise auf Russisch unterrichtet. In allen anderen Fächern wurde nach dem normalen Lehrplanwerk unterrichtet.
Nach Einführung der R-Klassen wurde teilweise mit sowjetischen Lehrbüchern für die dortigen Schulanfänger gearbeitet, teils mit von den Lehrern selbst angefertigtem Lehrmaterial. Später benutzte man das Russisch-Lehrbuch für die 5. Klasse, dann wurden auch für die R-Klassen spezielle Lehrbücher entwickelt. Zusätzliches Lehrmaterial bot die Schülerzeitung „Po swetu“, die von vielen Lehrern im Unterricht eingesetzt wurde.
Für R-Klassen wurden zuerst Sprachkabinette eingerichtet, in denen mit Tonbändern gearbeitet werden konnte. Teilweise wurden zwei Lehrer pro Klasse eingesetzt, die dann in Kleingruppen von sieben bis zehn Schülern effektiver lehren konnten.
Geprüft wurde Russisch im Rahmen der üblichen Zehnklassen- oder Abiturprüfung jedoch mit speziellen Aufgaben. In den 1970er Jahren wurde nach Klassenstufe 10 die Abiturprüfung abgelegt und bei weiterem erweitertem Russischunterricht an der EOS im Zusammenhang mit der Abiturprüfung eine Sprachkundigenprüfung in Russisch absolviert, die als Vorstufe zu einer Dolmetscherprüfung gewertet wurde.

## Stundentafeln für Schulen mit erweitertem Russischunterricht 1957
Im Frühjahr 1957 erschien die erste veröffentlichte Stundentafel für Schulen mit erweitertem Russischunterricht, die sogleich die nicht veröffentlichte Stundentafel im Statut für Schulen mit erweitertem Russischunterricht außer Kraft setzte. Der Ausbau der Grundstufe der Einheitsschule zur zehnklassigen Mittelschule war zu dieser Zeit bereits weit fortgeschritten. Die Russischschulen gab es im Gegensatz dazu zunächst als Grundschule und Oberschule. Wie jede nichtberufliche Schule zählten auch die Russischschulen, und später alle Spezialschulen und Spezialklassen, zu den allgemeinbildenden Schulen und haben somit ihren Ursprung in Strukturplanungen des MfV. Es scheint, als dass nur die Spezialklassen physikalisch-technischer Ausrichtung später der Aufsicht des MfHF überantwortet worden sind, da die Kontrolle über die Klassen mit erweitertem Russischunterricht, die Klassen mit verstärktem neusprachlichen Unterricht und die Klassen mit verstärktem altsprachlichen Unterricht stets beim MfV blieb. Die Anweisungen zu den Lehrplänen und Stundentafeln ergingen ebenfalls in den VuMMfV.

## Stundentafel für die erweiterte 12-klassige allgemeinbildende polytechnische Oberschule 1982
Die Klassen mit erweitertem Russischunterricht, was die Abiturstufe an einer EOS meint, gehörten seit 1970/71 im Sinne des Ministeriums für Volksbildung strukturell zu den Spezialklassen und waren mehrheitlich als angeschlossene Schulteile von Spezialschulen zu finden. Zum Ende der 12. Klasse fand im Fach Russisch nicht das Abitur statt, denn das wurde ja bereits nach der 10. Klasse an der Russischspezialschule abgelegt, sondern die Sprachkundigenprüfung.
Die Stundenzahlen waren fast identisch mit den Festlegungen für die normalen Erweiterten Oberschulen und deren stark mathematisch-naturwissenschaftlich-technischen Kern. Der Russischunterricht erging in gleichen Umfängen; die 2. Fremdsprache war in jedem Halbjahr um 1 Stunde erhöht, wofür der fakultative Unterricht eine Kürzung um 1 Stunde erfuhr. Die seit 1946 implizit errichtete und seit 1959 streng beachtete Schallmauer von 36 Wochenstunden als Normbelastung für Schulkinder wurde nicht überschritten.

## Spezialschulen
Neben den Schulen mit erweitertem Russischunterricht gab es noch weitere Spezialschulen für Fremdsprachen, eine in Wickersdorf (bekannt als Freie Schulgemeinde Wickersdorf), eine in Wiesenburg/Mark (Schloss Wiesenburg) und eine weitere in Neubrandenburg. Diese Schulen waren hinsichtlich ihrer Ausrichtung und Konzeption Erweiterte Oberschulen mit angeschlossenem Internat. Ziel war die Vorbereitung der Schüler auf ein Lehrerstudium für das Fach Russisch. Im Unterschied zu den normalen EOS begannen diese Spezialschulen auch nach 1981 ab der Klassenstufe 9. Abgeschlossen wurden diese Schulen mit dem Abitur und der Sprachkundigenprüfung. Der Zugang zu diesen Schulen war vergleichbar mit den R-Schulen beziehungsweise R-Klassen. Hinzu kam allerdings eine schriftliche Verpflichtung für die Schüler, nach Abschluss der Schule ein Lehrerstudium zu beginnen.
Dagegen begann die 1975 gegründete Spezialschule für Fremdsprachen „Johann Gottfried Herder“ in Berlin-Lichtenberg ab der 3. Klassenstufe mit Unterricht in Englisch oder Französisch; ab der 5. Klasse kam verstärkter Russisch-Unterricht hinzu. Diese Schule war zur Ausbildung für international agierende Berufe insbesondere im Staatsapparat der DDR vorgesehen; zu den Schülern zählten auch Kinder hoher DDR-Funktionäre. Die Schule existiert als sprachenorientiertes Johann-Gottfried-Herder-Gymnasium bis heute.